# 伊豆神社
伊豆神社（いずじんじゃ）は、岐阜県岐阜市にある神社。

## 概要・由来
オオヤマツミの娘で、コノハナノサクヤビメの姉であるイワナガヒメを祀る全国でも数少ない神社。
以前は長森細畑字石長辺りに鎮座していたが、水害の為に中山道沿いの当地に遷された。